# Amphidelus sylphus
Amphidelus sylphus är en rundmaskart som beskrevs av Robert Folger Thorne 1939. Amphidelus sylphus ingår i släktet Amphidelus och familjen Alaimidae. Inga underarter finns listade i Catalogue of Life.